# Kim van Selm
Kim van Selm, née en 1979 en Afrique du Sud, est une nageuse sud-africaine.

## Carrière
Aux Jeux africains de 1999 à Johannesbourg, Kim van Selm est médaillée d'or des 200, 400 et 800 mètres nage libre ainsi que du relais 4 x 200 mètres nage libre et médaillée d'argent du relais 4 x 100 mètres nage libre.
Étudiante de l'université de l'Ohio, elle fait partie de leur Hall of Fame pour ses performances dans l'équipe de natation,.